# Севент Маунтин (Орегон)
Севент Маунтин (енгл. Seventh Mountain) насељено је место без административног статуса у америчкој савезној држави Орегон.

## Демографија
По попису из 2010. године број становника је 187.
| Група             | 2000.    | 2010.       |
| Белци             | 0 (0,0%) | 171 (91,4%) |
| Афроамериканци    | 0 (0,0%) | 4 (2,1%)    |
| Азијати           | 0 (0,0%) | 4 (2,1%)    |
| Хиспаноамериканци | 0 (0,0%) | 7 (3,7%)    |
| Укупно            | 0        | 187         |